# Savanna (Illinois)
Savanna és una ciutat dels Estats Units a l'estat d'Illinois. Segons el cens del 2000 tenia 3.542 habitants.

## Demografia
Segons el cens del 2000, Savanna tenia 3.542 habitants, 1.558 habitatges, i 886 famílies. La densitat de població era de 524 habitants/km².
Dels 1.558 habitatges en un 25,6% hi vivien nens de menys de 18 anys, en un 42,3% hi vivien parelles casades, en un 11,2% dones solteres, i en un 43,1% no eren unitats familiars. En el 38,3% dels habitatges hi vivien persones soles el 19,4% de les quals corresponia a persones de 65 anys o més que vivien soles. El nombre mitjà de persones vivint en cada habitatge era de 2,21 i el nombre mitjà de persones que vivien en cada família era de 2,94.
Per edats la població es repartia de la següent manera: un 23,7% tenia menys de 18 anys, un 7,3% entre 18 i 24, un 24,6% entre 25 i 44, un 22,2% de 45 a 60 i un 22,3% 65 anys o més.
L'edat mediana era de 40 anys. Per cada 100 dones de 18 o més anys hi havia 86,4 homes.
La renda mediana per habitatge era de 27.180 $ i la renda mediana per família de 38.255 $. Els homes tenien una renda mediana de 28.125 $ mentre que les dones 20.954 $. La renda per capita de la població era de 15.150 $. Aproximadament el 14,2% de les famílies i el 16,7% de la població estaven per davall del llindar de pobresa.

## Poblacions properes
El següent diagrama mostra les poblacions més properes.